# Steve Hansen
Sir Stephen William Hansen, detto Steve (Dunedin, 7 maggio 1959), è un ex rugbista a 15 e allenatore di rugby a 15 neozelandese, dal 2012 al 2019 commissario tecnico degli All Blacks con cui, nel 2015, si laureò campione del mondo.

## Biografia
Nato a Mosgiel, sobborgo di Dunedin, da Desmond "Des" e Lauriss Hansen, agricoltori, crebbe rugbisticamente sotto la guida di Laurie Mains, insegnante nella scuola media che frequentava.
Durante la frequenza delle scuole superiori i suoi genitori vendettero l'azienda agricola e si trasferirono a Christchurch al fine di garantire un migliore avvenire ai loro tre figli; lì gli Hansen aprirono un pub che divenne presto luogo di ritrovo dei giocatori del Marist College, che invitarono Hansen a giocare con loro e suo padre Des a divenire allenatore della squadra.
Tre quarti centro di 92 kg, quindi circa 10 kg più pesante della norma per tale ruolo, entrò nel 1980 nella selezione provinciale di Canterbury in cui si impose come prima scelta relativamente tardi, nel 1986, stagione in cui disputò quasi la metà delle sue presenze complessive in prima squadra (10, su un totale di 21 tra il 1980 e il 1987).
In occasione della Coppa del Mondo di rugby 1987 il Marist ospitò la Nazionale francese, che utilizzò le strutture del club come campo d'allenamento; messosi in evidenza, fu invitato a giocare in Francia dopo la competizione mondiale, cosa che avvenne quando Hansen vestì la maglia dell'Atlantique Stade Rochelais per un anno e mezzo.
Tornato in Nuova Zelanda si arruolò in polizia nella cui squadra disputò nel 1990 la sua ultima stagione da giocatore prima di dedicarsi all'attività tecnica.
Dopo essere stato rifiutato come allenatore dal Marist, gli fu offerto un posto dall'High School Old Boys, e nel 1996 si prese un periodo d'aspettativa dalla polizia per entrare nello staff tecnico della formazione provinciale di Canterbury, dei quali fino al 2000 fu assistente allenatore; contemporaneamente, dal 1999, ricopriva analogo ruolo nella formazione professionistica di Super 12 dei Crusaders, afferente alla provincia di Canterbury.
Nel 2001 divenne allenatore-capo di Canterbury, con cui vinse il campionato nazionale provinciale di quella stagione.
Nel 2002 fu chiamato dalla Federazione gallese alla guida della Nazionale in sostituzione del suo connazionale Graham Henry, dimessosi in anticipo per via degli scarsi risultati ottenuti con la squadra; in tale veste guidò la squadra in quattro dei cinque incontri del Sei Nazioni 2002 con una sola vittoria, contro l'Italia, ma con un Whitewash nell'edizione 2003, aperto proprio da una sconfitta a Roma contro gli italiani, e fino ai quarti di finale della Coppa del Mondo di rugby 2003 in Australia, al termine della quale annunciò le proprie dimissioni, effettive da dopo il Sei Nazioni 2004, terminato al quarto posto davanti a Italia e Scozia.
Nonostante gli scarsi risultati internazionali, la sua attività di valorizzazione dei giovani elementi fu ritenuta una delle chiavi del Grande Slam gallese al Sei Nazioni 2005 ottenuto dal suo successore Mike Ruddock.
Al ritorno in Nuova Zelanda, i suoi piani di rientro al Canterbury con un ruolo tecnico furono cambiati quando il nuovo C.T. della Nazionale Graham Henry, di cui aveva preso il posto sulla panchina gallese, lo designò quale suo assistente alla guida degli All Blacks; in tale ruolo seguì Henry alla Coppa del Mondo di rugby 2007 in Francia (uscita ai quarti di finale proprio contro la squadra padrona di casa) e a quella del 2011 in casa (vinta proprio contro la Francia in finale).
Dopo le dimissioni di Henry a fine competizione Hansen fu designato dalla Federazione neozelandese a prenderne il posto.
Nel suo nuovo incarico guidò la squadra a una vittoria nel Championship 2012 a punteggio pieno, impresa ripetuta l'anno successivo come parte di una più ampia striscia di 13 vittorie consecutive nel 2013 (la sconfitta più recente essendo l'ultimo incontro del 2012 a Twickenham contro l'Inghilterra), chiudendo imbattuto l'anno solare.

## Palmarès

### Giocatore
- National Provincial Championship: 1
Canterbury: 1983

### Allenatore
- Coppe del mondo: 1
Nuova Zelanda: 2015
- National Provincial Championship: 1
Canterbury: 2001